# Dysoxylum roseum
Dysoxylum roseum är en tvåhjärtbladig växtart som först beskrevs av Louis Antoine François Baillon, och fick sitt nu gällande namn av C. Dc.. Dysoxylum roseum ingår i släktet Dysoxylum och familjen Meliaceae.

## Underarter
Arten delas in i följande underarter:
- D. r. glabrum
- D. r. vieillardii